# Ziya
Ziya ist ein türkischer männlicher Vorname arabischer Herkunft (arabisch ضياء) mit der Bedeutung „Glanz“, „Pracht“, „Größe“. Die Transliteration Zia findet sich überwiegend in arabisch-persisch geprägten Sprachräumen.

## Namensträger

### Mittelalter
- Ziya’-ud-Din Barani (1285–nach 1357), muslimischer indischer Historiker

### Osmanische Zeit
- Ziya Pascha (182?–1880), osmanischer Autor und Übersetzer
- Yusuf Ziya Bey (1882–1925), kurdischer Politiker, Mitglied des ersten türkischen Parlaments

### Vorname
- Ziya Alkurt (* 1990), türkischer Fußballspieler
- Ziya Ataman (* 1989), kurdisch-türkischer Journalist
- Ziya Aydın (* 1979), türkischer Fußballspieler
- Ziya Doğan (Fußballspieler) (* 1961), türkischer Fußballspieler und -trainer
- Ziya Erdal (* 1988), türkischer Fußballspieler
- Ziya Güler (* 1952), türkischer Generalleutnant
- Ziya Halis (* 1948), türkischer Politiker
- Ziya Pir (* 1970), türkischer Politiker
- Ziya Şanal (* 1956), türkischer Bauingenieur, Gründungsrektor der Deutsch-Türkischen Universität in Istanbul
- Ziya Selçuk (* 1961), türkischer Psychologe und Politiker
- Ziya Şengül (1944–2023), türkischer Fußballspieler, -trainer, -funktionär und -kommentator

### Zwischenname
- Yusuf Ziya Bahadınlı (1927–2025), türkischer Schriftsteller
- Tarık Ziya Ekinci (1925–2024), kurdisch-türkischer Mediziner, Politiker und Autor
- Yusuf Ziya Günaydın (* 1949), türkischer Politiker
- Nazmi Ziya Güran (1881–1937), osmanisch-türkischer Maler des Impressionismus
- Yusuf Ziya Özcan (* 1951), türkischer Sozialwissenschaftler
- Halid Ziya Uşaklıgil (1866–1945), türkischer Schriftsteller

### Künstlername
- Ziya Gökalp (1875/76–1924), türkischer Soziologe, Publizist und Essayist

### Zia
- Ahmad Zia Massoud (* 1956), afghanischer Politiker
- Khaleda Zia (* 1945), Premierministerin von Bangladesch und Witwe von Zia ur-Rahman
- Mohammed Zia-ul-Haq (1924–1988), Präsident von Pakistan (1978–1988)
- Oscar Zia (* 1996), schwedischer Sänger
- René Zia (* 1991), österreichischer Fußballspieler
- Zia Qarizada (1922–2008), afghanischer Dichter und Sänger
- Ziaur Rahman (1936–1981), genannt Zia, Präsident von Bangladesch (1977–1981)

## Chinesischer Name
- Ziya ist ebenfalls die Transkription eines chinesischen Namens gleichen Klangs: 子牙 (Zǐyá, chin. vereinfacht). Berühmtester Träger ist die mythische Heldenfigur Jiang Ziya.[4] Der Name bedeutet „Kind des Elfenbeins“.